# 多布里亞內 (特羅斯佳內茨市鎮)
49°37′16″N 23°57′3″E / 49.62111°N 23.95083°E
多布里亞内（烏克蘭語：Добряни），是烏克蘭西部利維夫州斯特雷區特羅斯佳內茨市鎮的村庄。始建於1439年，面積1.21平方公里，海拔高度288米，2001年人口366，人口密度每平方公里302.48人。